# Doubravník - kostel
Doubravník - kostel este o arie protejată (arie specială de conservare — SAC, sit de importanță comunitară — SCI) din Republica Cehă întinsă pe o suprafață de 0,12 ha, integral pe uscat.

## Localizare
Centrul sitului Doubravník - kostel este situat la coordonatele 49°25′32″N 16°21′06″E / 49.425556°N 16.351667°E.

## Înființare
Situl Doubravník - kostel a fost declarat sit de importanță comunitară în aprilie 2005 pentru a proteja 1 specie de animale. Situl a fost protejat și ca arie specială de conservare în iunie 2016.

## Biodiversitate
Situată în ecoregiunea continentală, aria protejată nu include niciun habitat protejat.
La baza desemnării sitului se află o specie protejată de  mamifere: liliac comun (Myotis myotis).